# Plano de existência
Na cosmologia esotérica, um plano é concebido como um estado, nível ou região sutil da realidade, cada plano correspondendo a algum tipo, espécie ou categoria de ser. 
O conceito pode ser encontrado em ensinamentos religiosos e esotéricos - por exemplo, Vedanta (Advaita Vedanta), Ayyavazhi, xamanismo, hermetismo, neoplatonismo, gnosticismo, shaivismo da Caxemira, Sant Mat/Surat Shabd Yoga, sufismo, druzismo, Cabala, Teosofia, Antroposofia, Rosacrucianismo, cristianismo esotérico, Eckankar, Ensinamentos dos Mestres Ascensionados, etc. - que propõem a ideia de toda uma série de planos, mundos ou dimensões sutis (também designadas por planos ou mundos invisíveis, superiores ou internos) que, a partir de um centro, interpenetram a si e ao planeta físico em que vivemos, os sistemas solares e todas as estruturas físicas do universo. No Rosacrucianismo e Teosofia em particular, essa visão cosmológica/metafísica/esotérica é chamada por alguns de teoria multidimensional dos planos de existência ou dimensões múltiplas. Essa interpenetração de planos culmina no próprio universo como sendo uma expressão física estruturada, dinâmica e evolutiva, emanado através de uma série de etapas cada vez mais densas, tornando-se progressivamente mais material e corporificado.
A emanação é concebida, de acordo com ensinamentos esotéricos, como tendo se originado, no alvorecer da manifestação do universo, no Ser Supremo que enviou - do Absoluto não-manifesto além da compreensão - a força dinâmica da energia criativa, como vibração sonora ("o Verbo"), no abismo do espaço. Alternativamente, eles afirmam que esta força dinâmica está sendo emitida, através das eras, enquadrando todas as coisas que constituem e habitam o universo.

## Origens do conceito
O conceito de planos de existência pode ser visto como derivando de ideias mitológicas xamânicas e tradicionais de um eixo vertical do mundo - por exemplo, uma montanha, árvore ou polo cósmico (como Yggdrasil ou o Monte Meru) - ou uma concepção filosófica de uma Grande Cadeia do Ser, organizada metaforicamente de Deus, descendo à matéria inanimada. O filósofo lituano Algis Uždavinys indica que essa cosmologia aparece de forma contínua na filosofia e mitologia grega e que no mundo ocidental se originou da filosofia do Egito Antigo.
No entanto, a fonte original da palavra plano nesse contexto é o neoplatonista tardio Proclo, que se refere a to platos, "amplitude", que era equivalente ao uso teosófico do século XIX. Um exemplo é a frase en to psychiko platei (em grego, "no plano psíquico").

## Concepções nas antigas tradições
Conceitos diretamente equivalentes no pensamento indiano são lokas e bhuvanas. Na cosmologia hindu, existem muitos lokas ou mundos, que são identificados tanto com a cosmologia tradicional quanto com os estados de meditação.
Planos de existência podem ter sido referidos pelo uso do termo correspondente à palavra "ovo". Por exemplo, o termo em sânscrito Brahmanda se traduz em "A criação inteira", ao contrário da inferência preguiçosa "O ovo da criação". Certos relatos purânicos postulam que o Brahmanda é o superconjunto de um conjunto de Ovos menores e fractais, como é visto na afirmação da equivalência entre Brahmanda (universo) e Pinda (corpo).
A mitologia nórdica antiga deu o nome de "Ginnungagap" (abismo) ao "Caos" primordial, que foi delimitado no lado norte pelo frio e nebuloso "Niflheim" - a terra de névoa e neblina - e no lado sul pelo fogo "Muspelheim". Quando o calor e o frio entraram no espaço ocupado pelo Caos ou Ginnungagap, eles causaram a cristalização do universo visível.
No Oeste e no Oriente Médio medievais, encontramos referência a quatro mundos (olam) na Cabalá, ou cinco no sufismo (onde também são chamados de tanazzulat; "descidas"), e também na Cabala Luriânica. Na Cabalá, cada um dos quatro ou cinco mundos são eles mesmos divididos em dez sefirot, ou então divididos de outras maneiras.

## Concepções esotéricas
Os alquimistas da Idade Média propuseram ideias sobre a constituição do universo por meio de uma linguagem hermética, cheia de palavras, frases e sinais esotéricos designados a encobrir seu significado daqueles que não foram iniciados nos caminhos da alquimia. Em seu "Physica" (1633), o alquimista Rosacruz Jan Baptist van Helmont escreveu: "Ad huc spiritum incógnitum Gas voco", ou seja "Este espírito até então desconhecido eu chamo de Gás". Mais adiante, no mesmo trabalho, ele diz: "Esse vapor que chamei de Gás não está muito longe do Caos de que os antigos falaram". Mais tarde, ideias semelhantes evoluiriam em torno da ideia de éter.
No final do século XIX, o termo metafísico "planos" foi popularizado pela teosofia de Helena Blavatsky, que em A Doutrina Secreta e outros escritos propunha uma cosmologia complexa composta por sete planos e subplanos, baseada numa síntese de ideias orientais e ocidentais. Da teosofia, o termo chegou aos sistemas esotéricos posteriores, como o de Alice Bailey, que foi muito influente na formação da visão de mundo do movimento da Nova Era. O termo também é encontrado em alguns ensinamentos orientais que têm alguma influência ocidental, como a cosmologia de Sri Aurobindo e alguns dos posteriores Sant Mat, e também em algumas descrições da cosmologia budista. Os ensinamentos de Surat Shabd Yoga também incluem vários planos da criação tanto no macrocosmo quanto no microcosmo, incluindo o ovo de Bramanda contido no ovo de Sach Khand. Max Théon usou a palavra "Estados" (francês Etat), em vez de "Planos", em sua filosofia cósmica, mas o significado é o mesmo.
Os planos da Teosofia foram ainda sistematizados nos escritos de C. W. Leadbeater e Annie Besant.
No início do século XX, Max Heindel apresentou em The Rosicrucian Cosmo-Conception ("Conceito Rosacruz do Cosmos") uma cosmologia relacionada ao esquema da evolução em geral e a evolução do Sistema Solar e da Terra em particular, de acordo com os Rosacruzes. Ele estabelece, através das concepções apresentadas, uma ponte entre a ciência moderna e a religião, para que esta última possa responder às questões internas do homem levantadas pelo avanço científico.
O professor espiritual Meher Baba propôs que existem seis planos de consciência que devem ser experimentados antes que se possa alcançar a realização de Deus no sétimo plano: "Cada estágio definido de avanço representa um estado de consciência, e o avanço de um estado de consciência para outro prossegue lado a lado com o cruzamento dos planos internos. Assim, seis planos intermediários e estados de consciência têm que ser experimentados antes de alcançar o sétimo plano que é o fim da jornada e onde há a realização final do estado de Deus."

## Emanação vs. Big Bang
A maioria dos cosmólogos de hoje acredita que o universo se expandiu de uma singularidade há aproximadamente 13,8 bilhões de anos, em uma 'singularidade fragmentada' chamada Big Bang, significando que o próprio espaço surgiu no momento do Big Bang e se expandiu para sempre desde então, criando e carregando as galáxias com ele. A teoria já foi originalmente chamada de "Ovo Cósmico" por seu primeiro demonstrador, o padre físico Georges Lemaître, lembrando uma imagem das cosmologias antigas, e "Big Bang" foi um termo criado de zombaria.
No entanto, na cosmologia esotérica, a expansão refere-se à emanação ou desdobramento de planos ou esferas cada vez mais densos da cúpula espiritual, que a filosofia grega chamou de o Um, até que o mundo mais baixo e mais material é alcançado.
De acordo com os Rosacruzes, outra diferença é que não existe tal coisa como um espaço vazio ou vácuo.
"O espaço é Espírito em sua forma atenuada; enquanto matéria é espaço cristalizado ou Espírito. Espírito em manifestação é dual, aquilo que nós vemos como Forma é a manifestação negativa de Espírito - cristalizado e inerte. O polo positivo de Espírito manifesta-se como Vida, galvanizando a Forma negativa em ação, mas tanto a Vida como a Forma se originaram no Espírito, no Espaço, no Caos! Por outro lado, o Caos não é um estado que existiu no passado e agora desapareceu completamente. Não fossem as formas antigas - que sobreviveram à sua utilidade - estando constantemente sendo resolvidas de volta a esse Caos, o qual também está dando à luz a novas formas constantemente, não haveria progresso, o trabalho da evolução cessaria e a estagnação impediria a possibilidade de avanço."

## Os planos
Nos ensinamentos ocultos e assim como defendido por psíquicos e outros autores esotéricos, existem sete planos de existência.
A maioria dos ensinamentos ocultistas e esotéricos concordam que existem sete planos de existência; no entanto, muitas escolas ocultas e metafísicas diferentes rotulam os planos da existência com diferente terminologia.

### Plano físico
O plano físico, a Verbo físico ou universo físico, na metafísica emanacionista ensinada no neoplatonismo, hermetismo, hinduísmo e teosofia, refere-se à realidade visível do espaço e tempo, energia e matéria: o universo físico no ocultismo e na cosmologia esotérica é o mais baixo ou o mais denso de uma série de planos de existência.
Segundo os teosofistas, depois do plano físico está o plano etérico e ambos os planos são conectados para compor o primeiro plano. A Teosofia também ensina que quando o corpo físico morre, o corpo etérico é deixado para trás e a alma se conforma em um corpo astral no plano astral.
O pesquisador psíquico F. W. H. Myers propôs a existência de um "mundo metaetérico", que ele escreveu como sendo um mundo de imagens que estão além do mundo físico. Ele escreveu que as aparições têm uma existência real no mundo metetérico, descrito por ele como um mundo onírico.

### Plano astral
O plano astral, também chamado de mundo astral, é onde a consciência vai após a morte física. Segundo a filosofia ocultista, todas as pessoas possuem um corpo astral. O plano astral (também conhecido como o mundo astral) foi postulado por filosofias clássicas (particularmente neoplatônicas), medievais, orientais e esotéricas e religiões de mistério. Seria o mundo das esferas celestes da antiguidade clássica, considerado como atravessado pela alma em seu corpo astral no caminho de nascer e depois da morte, e geralmente dito ser povoado por anjos, espíritos ou outros seres imateriais, como se vê em descrições do Timeu e de A República de Platão. No final do século XIX e início do século XX, o termo foi popularizado pela Teosofia e neo-rosacrucianismo.
Ao longo do Renascimento, filósofos, paracelsianos, rosacruzes e alquimistas continuaram a discutir a natureza do mundo astral intermediário entre a Terra e o divino. O Barzakh, olam mithal ou mundo intermediário no Islã e o "Mundo de Yetzirah" na Cabala Luriânica são conceitos relacionados.
De acordo com os ensinamentos ocultistas, o plano astral pode ser visitado conscientemente por meio de projeção astral, meditação e mantra, experiência de quase morte, sonho lúcido ou outros meios. Indivíduos treinados no uso do veículo astral poderiam separar sua consciência no veículo astral do corpo físico à vontade.
O autor teosofista Curuppumullage Jinarajadasa escreveu: "Quando uma pessoa morre, ela se torna plenamente consciente no corpo astral. Depois de um certo tempo, o corpo astral se desintegra e a pessoa se torna consciente no plano mental".
O ocultista George Arundale escreveu:
"No mundo astral existem temporariamente todas aquelas entidades físicas, homens e animais, para quem o sono envolve por um tempo uma separação do corpo físico dos corpos superiores. Enquanto "dormimos", vivemos em nossos corpos astrais, seja plenamente conscientes e ativos, seja parcialmente conscientes e semi-adormecidos, conforme o caso, de acordo com nosso crescimento evolucionário; quando "acordamos", os corpos físico e superior são novamente interligados e deixamos de ser habitantes do mundo astral."
Alguns escritores afirmaram que o plano astral pode ser alcançado sonhando. Sylvan Muldoon e o pesquisador psíquico Hereward Carrington em seu livro The Projection of the Astral Body ("A projeção do corpo astral") (1929) escreveram:
"Quando você está sonhando você não está realmente no mesmo mundo de quando você está consciente - no físico - embora os dois mundos se fundam um no outro. Enquanto você sonha, você realmente está no plano astral, e geralmente seu corpo astral está em a zona da quietude."
Em seu livro Autobiografia de um Iogue, Paramhansa Yogananda fornece detalhes sobre os planos astrais aprendidos com seu guru ressuscitado, Swami Sri Yukteswar Giri. Yogananda revela que quase todos os indivíduos entram nos planos astrais após a morte. Lá eles elaboram as sementes do karma passado através de encarnações astrais, ou (se o carma delas requerer), eles retornam às encarnações terrenas para refinamento adicional. Uma vez que um indivíduo tenha atingido o estado meditativo de nirvikalpa samadhi em uma encarnação terrestre ou astral, a alma pode progredir para o "planeta astral iluminado" de Hiranyaloka. Após este estágio de transição, a alma poderia então subir para as esferas causais mais sutis, onde muitas encarnações lhes permitem refinar ainda mais até a unificação final.

### Plano mental
O plano mental é o terceiro plano mais baixo de acordo com a Teosofia. O plano mental é dividido em sete subplanos.
Charles Webster Leadbeater escreveu:
"No mundo mental, formula-se um pensamento e ele é instantaneamente transmitido à mente do outro sem qualquer expressão na forma de palavras. Portanto, naquele plano, a linguagem não importa nem um pouco; mas serve para ajudantes trabalhando no mundo astral, que ainda não têm o poder de usar o veículo mental."
Annie Besant escreveu que "O plano mental, como o próprio nome indica, é aquele que pertence à consciência funcionando como pensamento; não da mente enquanto trabalha através do cérebro, mas como funcionando através de seu próprio mundo, livre da matéria física do espírito."
De acordo com o ocultismo hindu, o plano mental consiste em duas divisões, a divisão inferior é conhecida como céu (swarglok) e a divisão superior é conhecida como o plano causal (maharlok).
Satguru Sivaya Subramuniyaswami escreveu:
"O plano causal é o mundo da luz e bem-aventurança, a mais alta das regiões celestiais, exaltada nas escrituras de todas as fés. É o fundamento da existência, a fonte das visões, o ponto de concepção, o ápice da criação. O plano causal é a morada do Senhor Siva e seu séquito de Mahadevas e outras almas altamente evoluídas que existem em sua própria forma auto-refulgente - corpos radiantes de centilhões de partículas de luz quântica."
Sri Aurobindo desenvolveu um conceito muito diferente do plano mental, através de sua própria síntese das ideias Vedanta (incluindo Taittiriya Upanishad), Tantra, Teosofia e Max Théon (que ele recebeu via a Mãe, que foi estudante de Theon no ocultismo por dois anos). Nesta cosmologia, existem sete planos cósmicos, três inferiores, correspondentes à existência relativa (o físico, vital e mental), e quatro superiores, representando a realidade divina infinita. A Mente Aurobindoniana ou Plano Mental constitui uma grande zona de ser do vital mental para a região divina, mas assim como o conceito teosófico posterior, constitui uma realidade objetiva de mente ou pensamento puro.

### Plano búdico
O plano búdico é descrito como um reino de consciência pura. De acordo com a Teosofia, o plano búdico existe para desenvolver a consciência búdica, o que significa se tornar altruísta e resolver qualquer problema com o ego. Charles Leadbeater escreveu que no plano búdico o homem elimina a ilusão do eu e entra na realização da unidade.
Annie Besant definiu o plano búdico como
"Atenção plena espiritual persistente e consciente. Esta é a plena consciência do nível búdico ou intuitivo. Esta é a consciência perceptiva que é a característica marcante da Hierarquia. O foco da vida do homem verte ao plano búdico. Este é o quarto ou médio estado de consciência."
Sri Aurobindo chama o nível acima do plano mental de supermente.

### Plano espiritual
George Winslow Plummer escreveu que o plano espiritual é dividido em muitos subplanos e que nesses planos vivem seres espirituais que são mais avançados em desenvolvimento e status do que o homem comum. De acordo com os ensinamentos metafísicos, o objetivo do plano espiritual é obter conhecimento e experiência espirituais.

### Plano divino
De acordo com alguns ensinamentos ocultistas, todas as almas nascem no plano divino e depois descem pelos planos inferiores; no entanto, as almas trabalharão de volta ao plano divino. No plano divino, as almas podem ser abertas à comunicação consciente com a esfera do divino, conhecida como o Absoluto, e receber conhecimento sobre a natureza da realidade.
O Rosacrucianismo ensina que o plano divino é o lugar onde Jesus habitou na consciência superior (Crística).

### Plano logoico e monádico
O plano logoico é o plano mais alto, foi descrito como um plano de total unidade, a "Presença do EU SOU". Joshua David Stone descreve o plano como uma unidade completa com Deus. O plano monádico (hiperplano ou contínuo/universo, envolvendo e interpenetrando hiperplanos mais densos, respectivamente) seria o plano no qual a mônada ou Espírito Santo ou Superalma é dita existir.

## 31 planos
No budismo, o mundo é composto de 31 planos de existência em que podemos renascer, separados em 3 reinos.

## Summerland
Summerland (Terra ou Reino do Verão) é um nome dado por teosofistas, espiritualistas, wiccanos e algumas religiões pagãs contemporâneas baseadas na terra para a sua conceituação da existência em um plano em uma vida após a morte.
Emanuel Swedenborg (1688–1772) inspirou Andrew Jackson Davis (1826–1910), em sua obra principal The Great Harmonia, a dizer que Summerland é o auge da realização espiritual na vida após a morte; isto é, seria o nível mais alto, ou esfera, da vida após a morte na qual podemos esperar entrar. O retrato comum do Summerland é como um lugar de descanso para as almas após ou entre suas encarnações terrenas. Alguns acreditam que os espíritos permanecerão na Terra do Verão por uma eternidade após a morte, embora outros acreditem que depois de um período de tempo, alguns espíritos reencarnam. A Terra do Verão também é vista como um local para recolhimento e reunião com entes queridos falecidos.
Como o nome sugere, muitas vezes é imaginado como um lugar de beleza e paz, onde tudo que as pessoas mantêm perto de seus corações é preservado em sua mais plena beleza pela eternidade. Prevê-se como contendo campos largos (possivelmente eternos) de colinas verdejantes e grama exuberante. De muitas maneiras, essa ideologia é semelhante à visão galesa de Annwn como um reino da vida após a morte. Summerland também é visto como o lugar onde se vai na vida após a morte nas tradições do espiritualismo e da Teosofia, que é onde a Wicca conseguiu o termo.
Na Teosofia, o termo "Summerland" é usado sem artigo definido. Summerland, também chamado de Céu do Plano Astral, é descrito como o lugar onde as almas que foram boas em suas vidas anteriores vão entre as encarnações. Aqueles que foram maus iriam para o inferno, o qual acreditam que estaria localizado abaixo da superfície da Terra e que esteja no plano astral, sendo composto da matéria astral mais densa; a Hierarquia Espiritual funcionando dentro da Terra funcionaria no plano etérico abaixo da superfície da Terra.
Os teosofistas acreditam que a maioria de povos (aqueles em níveis elevados de iniciação) vão a um Summerland específico que seja ajustado para povos de cada religião. Por exemplo, os cristãos iriam para um paraíso cristão, os judeus para um paraíso judeu, os muçulmanos para um paraíso muçulmano, os hindus para um céu hindu, os teosofistas para um céu teosófico, e assim por diante, cada céu sendo como o descrito nas escrituras dessa religião. Haveria também uma Summerland genérica para aqueles que foram ateus ou agnósticos em suas vidas anteriores. Acredita-se que cada céu seja uma extensa estrutura composta de matéria astral localizada no plano astral a cerca de três ou quatro milhas (5-6 km) acima da superfície da Terra.
Os teosofistas também acreditam que há outro nível mais elevado do céu chamado Devachan, também chamado Céu Mental, que algumas almas, mas não todas, alcançam entre as encarnações - somente aquelas almas que seriam mais desenvolvidas espiritualmente atingem este nível, aquelas almas que estão no primeiro, segundo e terceiro níveis de iniciação. O Devachan estaria a várias milhas (cerca de 10 km) mais alto acima da superfície da Terra do que Summerland. O céu eterno e definitivo da vida eterna, para o qual os teosofistas acreditam que a maioria das pessoas irá milhões ou bilhões de anos no futuro, depois que nosso ciclo de reencarnações nesta Rodada terminar. Para ir ao Nirvana, seria necessário ter atingido o quarto nível de iniciação ou superior, o que significa ser um arhat e, portanto, não precisa mais reencarnar.

## Habitantes dos vários planos
Escritores ocultistas como Geoffrey Hodson, Mellie Uyldert e Dora van Gelder tentaram classificar diferentes seres espirituais em uma hierarquia baseada em seu lugar e função assumidos nos planos da existência.
Charles Webster Leadbeater descreveu e incorporou fundamentalmente sua compreensão de seres intangíveis para a Teosofia. De acordo com ele, há vários planos entrelaçados com o mundo humano cotidiano e todos são habitados por multidões de entidades. Cada plano é supostamente composto de densidade discreta de matéria astral ou etérea e frequentemente os habitantes de um plano não têm discernimento de outros. Outros escritores teosóficos como Alice Bailey, uma contemporâneo de Leadbeater, também deram continuidade aos conceitos teosóficos de seres etéreos e suas obras tiveram um grande impacto sobre o movimento da Nova Era. Ela coloca os espíritos da natureza e devas como seres etéreos imersos em macrodivisões de um universo tríplice entrelaçado, geralmente eles pertencendo aos planos etérico, astral ou mental. As entidades etéreas dos quatro reinos, Terra, Ar, Fogo e Água, são forças da natureza.

A escritora e clarividente holandesa Mellie Uyldert caracterizou a aparência e o comportamento das entidades etéreas no plano etérico, que, segundo ela, pairam acima das plantas e transferem energia para vitalizar a planta, depois se alimentando dos raios do sol. Ela os descreveu como sendo de gênero assexuado e compostos de matéria etérica. Eles voariam três metros sobre o solo, alguns com asas como borboletas, enquanto outros só têm um rosto pequeno e uma aura acenando graciosamente. Algumas são enormes, enquanto outras poderiam ter o tamanho de uma polegada.